# Hapalorchis pandurata
Hapalorchis pandurata är en orkidéart som beskrevs av Dariusz Lucjan Szlachetko. Hapalorchis pandurata ingår i släktet Hapalorchis och familjen orkidéer. Inga underarter finns listade i Catalogue of Life.